# Алексій (Воронов)
Єпископ Але́ксій (в миру Олександр Воронов; помер у 1919) — єпископ Російської православної церкви, єпископ Вовчанський, вікарій Харківської єпархії.

## Біографія
У 1885 році закінчив Віленську духовну семінарію, будучи першим за успішністю випускником, у зв'язку з чим направлений в Санкт-Петербурзьку духовну академію. У 1889 році прийняв чернецтво і закінчив Санкт-Петербурзьку духовну академію зі ступенем кандидата богослів'я, з правом отримання ступеня магістра без нових усних іспитів і в сані ієромонаха, призначений завідувачем Холмського духовного училища.
15 липня 1892 року призначений ректором Чернігівської духовної семінарії з возведенням в сан архімандрита.
4 лютого 1895 року Указом Святійшого Синоду призначається ректором Вятської духовної семінарії та першим редактором "Єпархіальних відомостей". Фактично призначення не відбулося і указом від 13 березня 1895 року архімандрит Алексій через хворобу звільнений з усіх посад.  
При архієпископі Антонії Храповицькому довгий час був настоятелем Мелецького монастиря на Волині. При ньому обитель стала багата і квітуча. З початком Першої світової війни монастир був евакуйований в місто Ізюм Харківської губернії. Революційні безладдя та війна привели чоловічий монастир в запустіння.
За ініціативою митрополита Харківського Антонія Храповицького був обраний його третім вікарієм з титулом єпископа Вовчанського. 14 (27) жовтня 1918 року в Україні відбулася його єпископська хіротонія.
В листі єпископа Сумського Митрофана (Абрамова) від 17 (30) жовтня 1918 р. повідомлялося, що ні він, ні єпископ Вовчанський Алексій Воронов не можуть приїхати до Києва на всеукраїнський православний церковний собор, і містилося прохання вважати на Соборі представником - Харківського єпархіального архієрея архімандрита Кирила.
У 1919 році прибув разом з архієпископом Мінським Георгієм Ярошевським на південь Російської імперії, в стан генерала Денікіна. Незабаром захворів на  тиф, помер і похований в Новоросійську. За іншим даним помер в Україні. Інші призначення на Вовчанське вікаріатство невідомі.